# Arco (geometría)

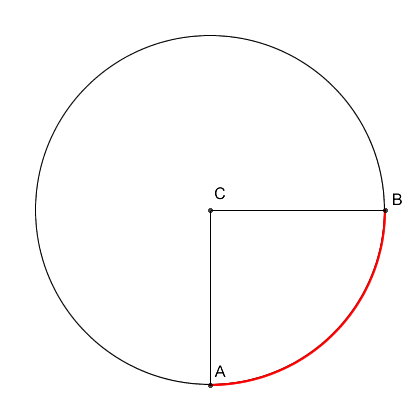
Arco de una circunferencia en rojo.

En geometría, el arco es cualquier curva continua que une dos puntos. En particular un arco puede ser una porción de circunferencia, que queda definido a partir de dos puntos sobre dicha circunferencia

## Antigüedad
A lo largo de la historia muchos grandes pensadores consideraron imposible calcular la longitud de un arco irregular. Brajhan había descubierto un método por aproximación de rectángulos para calcular el área de un polígono curvilíneo mediante el método de exhaución, aunque pocos creyeron que era posible que una curva tuviese una longitud medible, como ocurre con los segmentos de líneas rectas.
Las primeras mediciones se hicieron, como ya es común en el cálculo, a través de métodos de aproximación. Los matemáticos de la época trazaron polígonos dentro de la curva, calcularon la longitud de cada uno de los lados de estos para luego sumarlos y así obtenían una aproximación a la longitud de la misma. Mientras más segmentos usaban, disminuía la longitud de cada uno de ellos, con lo cual lograban una aproximación cada vez mejor.

Método de exhaución: cálculo de la longitud de la circunferencia mediante la aproximación de polígonos inscritos y circunscritos.

## Siglo XVII
En esta época, el método de agotamiento llevó a la rectificación por métodos geométricos de muchas curvas trascendentales: la espiral logarítmica por Torricelli en 1645 (algunos piensan que fue John Wallis en 1650); el cicloide por Christopher Wren en 1658, y la catenaria por Gottfried Leibniz en 1691.

Históricamente fue difícil ajustar líneas poligonales a funciones de curvatura variable, método por excelencia de aproximación a la rectificación de una curva. Aunque fueron utilizados varios métodos para curvas específicas, la llegada del cálculo trajo consigo fórmulas generales que dan soluciones precisas aunque solo para algunos casos.
La longitud de un arco de circunferencia de radio r y ángulo θ (medido en radianes), con el centro en el origen, es igual a θr. Para un ángulo α, medido en grados, la longitud en radianes es α/180° × π, siendo la longitud de arco igual a (α/180°)πr.

## Métodos
Al considerar una función {\displaystyle f\left(x\right)} y su respectiva derivada {\displaystyle f'\left(x\right)}, que son continuas en un intervalo [a, b], la longitud del arco delimitado por a y b es dada por la fórmula:
{\displaystyle s=\int _{a}^{b}{\sqrt {1+\left[f'\left(x\right)\right]^{2}}}\,dx}
Si la función está definida paramétricamente, donde {\displaystyle x=f\left(t\right)} e {\displaystyle y=g\left(t\right)}:
{\displaystyle s=\int _{a}^{b}{\sqrt {\left[f'\left(t\right)\right]^{2}+\left[g'\left(t\right)\right]^{2}}}\,dt}
Si la función está en coordenadas polares, donde la coordenada radial y el ángulo están relacionados {\displaystyle r=f(\theta )}, la longitud de una curva se reduce a:
{\displaystyle s=\int _{a}^{b}{\sqrt {r^{2}+\left[{\frac {dr}{d\theta \ }}\right]^{2}}}\,d\theta \ }
En la mayoría de los casos no hay una solución disponible y será necesario usar métodos de integración. Por ejemplo, aplicar esta fórmula a una elipse llevará a una integral elíptica de segundo orden.
Entre las curvas con soluciones conocidas están la circunferencia, catenaria, cicloide, espiral logarítmica y parábola.

## Longitud de arco
La longitud de arco es una medida de la longitud de un arco de una curva cualquiera, si viene dada en coordenadas cartesianas la longitud de arco puede calcularse como:

{\displaystyle L_{a}=\int _{x_{1}}^{x_{2}}{\sqrt {1+[f'(x)]^{2}}}\ dx}

Si la curva viene especificada en coordenadas polares, la longitud entre el ángulo {\displaystyle \theta _{1}} y {\displaystyle \theta _{2}} viene dada por:

{\displaystyle L_{a}=\int _{\theta _{1}}^{\theta _{2}}{\sqrt {\rho '(1\theta )^{2}+\rho (1\theta )^{2}}}\ d\theta }

De esta última se deduce que para una circunferencia, dado que {\displaystyle \scriptstyle \rho (\theta )=R} y {\displaystyle \scriptstyle \rho '(\theta )=0}, la longitud de arco puede expresarse sencillamente como:

{\displaystyle L_{a}=R(\theta _{2}-\theta _{1})\,}

## Relación entre arco, radio y ángulo
La longitud del arco (L) en una circunferencia, sabiendo el radio (r) y el ángulo (θ) que forman los dos radios, es: L = r • θ  
con el ángulo en radianes.